# Jiří Pecka (Radsportler)
Jiří Pecka (* 6. Oktober 1940 in Brno; † 2021) war ein tschechoslowakischer Radrennfahrer und nationaler Meister im Radsport.

## Sportliche Laufbahn
Pecka war Bahnradsportler und bestritt vorwiegend Ausdauerdisziplinen. Er war Teilnehmer der Olympischen Sommerspiele 1964 in Tokio. Dort startete er im 1000-Meter-Zeitfahren und belegte beim Sieg von Patrick Sercu den 5. Platz. Er fuhr auch die Mannschaftsverfolgung und wurde dabei gemeinsam mit Jiří Daler, Antonín Kříž und František Řezáč auf dem 5. Rang klassiert.
1964 siegte er in der nationalen Meisterschaft im 1000-Meter-Zeitfahren. Er verteidigte den Titel 1965 und 1966. Dreimal wurde er noch Vize-Meister in dieser Disziplin. 1964 gewann er die Meisterschaft in der Mannschaftsverfolgung. Bei den SKDA-Meisterschaften im Radsport 1967 gewann er das 1000-Meter-Zeitfahren. Mit seinem Standardpartner Antonín Kříž konnte er 1968 das Sechstagerennen für Amateure in Brno gewinnen. Pecka startete für den Verein „Dukla Bratislava“.